# Charles de Lorraine (1567-1607)
Pour les articles homonymes, voir Charles de Lorraine et Cardinal de Lorraine.
Charles de Lorraine, né à Nancy le 1er juillet 1567, mort à Nancy le 24 novembre 1607, est un prince de la maison de Lorraine qui fut cardinal, évêque de Metz de 1578 à 1607, primat de Lorraine de 1602 à 1607 et  évêque de Strasbourg de 1604 à 1607.

## Biographie
Il est le deuxième fils de Charles III, duc de Lorraine et de Claude de France.
Petit-fils de la reine-mère de France Catherine de Médicis, il est doublement le neveu du roi Henri III de France - qui avait épousé sa tante Louise de Lorraine-Vaudémont - et de la reine Marguerite de Valois. Il est également le cousin germain de l'impératrice Marie-Anne et le beau-frère du duc Maximilien Ier de Bavière et du grand-duc Ferdinand Ier de Toscane. Sa sœur Catherine de Lorraine sera une énergique Abbesse de Remiremont
Il fit ses études à l'Université de Pont-à-Mousson et fut nommé évêque de Metz en 1578, alors qu'il était encore enfant. Le pape Sixte V le fit cardinal en 1589, puis légat apostolique du Saint-Siège en Lorraine et dans les Trois-Évêchés le 23 juin 1591.
Il administra à plusieurs reprises les duchés de Lorraine et de Bar lors des absences de son père en France, avec le titre de lieutenant général. Son père demanda au pape la création d'un diocèse à Nancy, mais le projet ne vit pas le jour et Charles dut se contenter du titre de primat à la Primatiale de Nancy, qu'il reçut le 22 octobre 1602. En 1604, il est nommé évêque de Strasbourg, mais le siège épiscopal était alors occupé par Jean-Georges de Jägerndorf, un prince protestant, et il dut conquérir son nouveau diocèse.
Il fit rédiger la coutume de l'évêché de Metz en 1601, qui sera appliquée jusqu'à la publication du code civil.
Dès 1587, il fut atteint d'une maladie arthritique qui l'empêchait de faire des déplacements. Il resta immobilisé à Nancy où il mourut à 40 ans, après avoir tenté trois ans plus tôt de se faire exorciser. Un bouc-émissaire fut accusé de lui avoir jeté un sort et fut condamné au bûcher.

## Armoiries
écartelé, au I d'argent à la bande de gueules (Strasbourg), au II et III, 4 rois sur 4 ducs (coupé et parti en 3, au premier fascé de gueules et d'argent (royaume de Hongrie), au second d'azur semé de lys d'or et au lambel de gueules (royaume de Naples), au troisième d'argent à la croix potencée d'or, cantonnée de quatre croisettes du même (royaume de Jérusalem), au quatrième d'or aux quatre pals de gueules (royaume d'Aragon) au cinquième parti d'azur semé de lys d'or et à la bordure de gueules (duché d'Anjou-Valois), au sixième d'azur au lion contourné d'or, armé, lampassé et couronné de gueules (duché de Gueldre), au septième d'or au lion de sable armé et lampassé de gueules (duché de Juliers), au huitième d'azur semé de croisettes d'or et aux deux bar d'or (duché de Bar), au IV de gueules à la bande d’argent côtoyée de deux cotices fleuronnées du même (Basse Alsace) ; sur le tout d'or à la bande de gueules chargée de trois alérions d'argent (Maison de Lorraine).

## Sources
- Georges Poull, La Maison ducale de Lorraine, Nancy, Presses universitaires de Nancy, 1991, 575 p. [détail de l’édition] (ISBN 2-86480-517-0)